# Georgy Vasilyevich Chicherin
Georgy Vasilyevich Chicherin (24 tháng 11 năm 1872 – 7 tháng 7 năm 1936), cũng đánh vần là Tchitcherin, là một nhà cách mạng Marxist và một chính khách Liên Xô. Ông từng là Dân ủy Ngoại vụ Xô viết (tương đương Bộ trưởng Đối ngoại) từ tháng 3 năm 1918 đến 1930.

## Tuổi thơ và sự nghiệp
Một người họ hàng xa của Aleksandr Pushkin, Georgy Chicherin được sinh ra trong một gia đình quý tộc cũ. Cha của ông, Vasily N. Chicherin, là một nhà ngoại giao phục vụ Đế quốc Nga. Khi còn trẻ, Chicherin say mê lịch sử cũng như âm nhạc cổ điển, đặc biệt là Richard Wagner và với Friedrich Nietzsche, những đam mê mà ông sẽ theo đuổi trong suốt cuộc đời. Ông đã viết một cuốn sách về Mozart. Ông nói tất cả các ngôn ngữ chính của châu Âu và một số ngôn ngữ châu Á. Sau khi tốt nghiệp Đại học St. Petersburg với bằng cấp về lịch sử và ngôn ngữ, Chicherin làm việc trong bộ phận lưu trữ của Bộ Ngoại giao Nga từ năm 1897 đến 1903.
Năm 1904 Chicherin được thừa hưởng gia sản của người chú nổi tiếng của mình, ông Boris Chicherin, ở vùng Tambov và trở nên rất giàu có. Ông đã ngay lập tức sử dụng tài sản mới của mình để hỗ trợ các hoạt động cách mạng trong cuộc chạy đua đến Cách mạng Nga 1905 và buộc phải chạy trốn ra nước ngoài để tránh bị bắt vào cuối năm. Ông đã trải qua 13 năm tiếp theo tại London, Paris và Berlin, nơi ông gia nhập phe phái Menshevik của Đảng Lao động Dân chủ Xã hội Nga và hoạt động chính trị di cư. Khi ở Đức, ông đã trải qua điều trị y tế trong nỗ lực chữa trị đồng tính luyến ái của mình.
Khi Chiến tranh thế giới thứ nhất bùng nổ vào năm 1914, Chicherin đã áp dụng một vị trí chống chiến tranh, đưa ông đến gần hơn với những người Bolshevik của Vladimir Lenin. Năm 1917, ông bị chính phủ Anh bắt giữ vì những bài viết chống chiến tranh và ở nhà tù Brixton vài tháng.